# Olive Wadham
Olive Wadham   (Christchurch, 23 de març de 1909 - Bournemouth, octubre 2004) va ser una nedadora anglesa que va competir durant la dècada de 1930.
El 1936 va prendre part en els Jocs Olímpics de Berlín, on va disputar dues proves del programa de natació. Fou sisena en els 4x100 metres lliures, mentre en els 100 metres lliures quedà eliminada en semifinals.
En el seu palmarès destaca una medalla de bronze al Campionat d'Europa de natació de 1938 i una altra d'or als Jocs de l'Imperi Britànic de 1930.